# Sosurim de Goguryeo
Rey Sosurim de Goguryeo (murió en 384, r. 371–384) fue el 17° gobernante de Goguryeo, uno de los Tres Reinos de Corea. Fue hijo del rey Gogugwon.

## Antecedentes
Con su nombre de Gu-bu, Sosurim ayudó a su padre a dirigir el país y a consolidar la autoridad real que había disminuido drásticamente por la guerra con los Mujong, que robaron el cuerpo del rey Rey Micheon de la tumba real. Ascendió a la posición de heredero en 355.

## Reinado
Al perder a su padre en la batalla de Pionyang con Baekje en 371, se coronó rey.
El legado más importante de Sosurim es la centralización de la autoridad real por aceptar el budismo y establecer los institutos centrales de enseñanza confuciana que facilitaba la eliminación de luchas entre muchas facciones. En 372, recibió a un monje enviado por el rey de Qin anterior (uno de los Dieciséis Reinos de China) que llevó unos documentos y esculturas budistas. Se dice que los dos monjes, Sundo y Ado visitaron a la capital del dominio, construyendo unos templos gracias al gran apoyo del rey y la familia real: probablemente el primer templo coreano, Heungguk-sa fue construido durante el reinado de Sosurim. Sin embargo se han excavado unas evidencias (como un estilo de la tumba anterior con unas tejas en el paterno de lotús) de que el budismo entrara a la península coreana antes de 372, se considera Sosurim consolidó la influencia budista adentro de la sociedad coreana, también sobre el sistema de burocracia e ideología.
Actualmente, el año 372 conserva una gran importancia en la historia coreana debido a una afluencia de confucianismo y también taoísmo. Sosurim estableció la escuela estatal de Taehak (태학, 太學) a fin de entrenar a los hijos de la nobleza. En 373, Sosurim anunció un códígo nacional llamado “Yul-ryeong” que implantó un sistema de leyes, incluso derechos penales y costumbres regionales codificadas. Gracias a su labor, se  estima que aseguró el desarrollo de la sociedad y la política y restableció la autoridad real que llevó a la cumbre a su reino, notablemente durante el reinado de Gwanggaeto el grande.
Después de atacar Baekje en 374, 375 y 376, Sosurim empezó la diplomacia de reconciliación con Baekje que ayudaba una estabilización en su político interior y conquista adentro al norte incluso Manchuria y oeste de su flanco. En 378 fue atacado por un pueblo nómada, Kitán del norte. Sosurim murió en 384 y fue enterrada en Sosurim, un bosque en la capital de Hwando.